# HVV Hollandia
HVV Hollandia (Hoornse Voetbalvereniging Hollandia is een amateurvoetbalvereniging uit de stad en gemeente Hoorn, Noord-Holland, Nederland.

## Algemeen

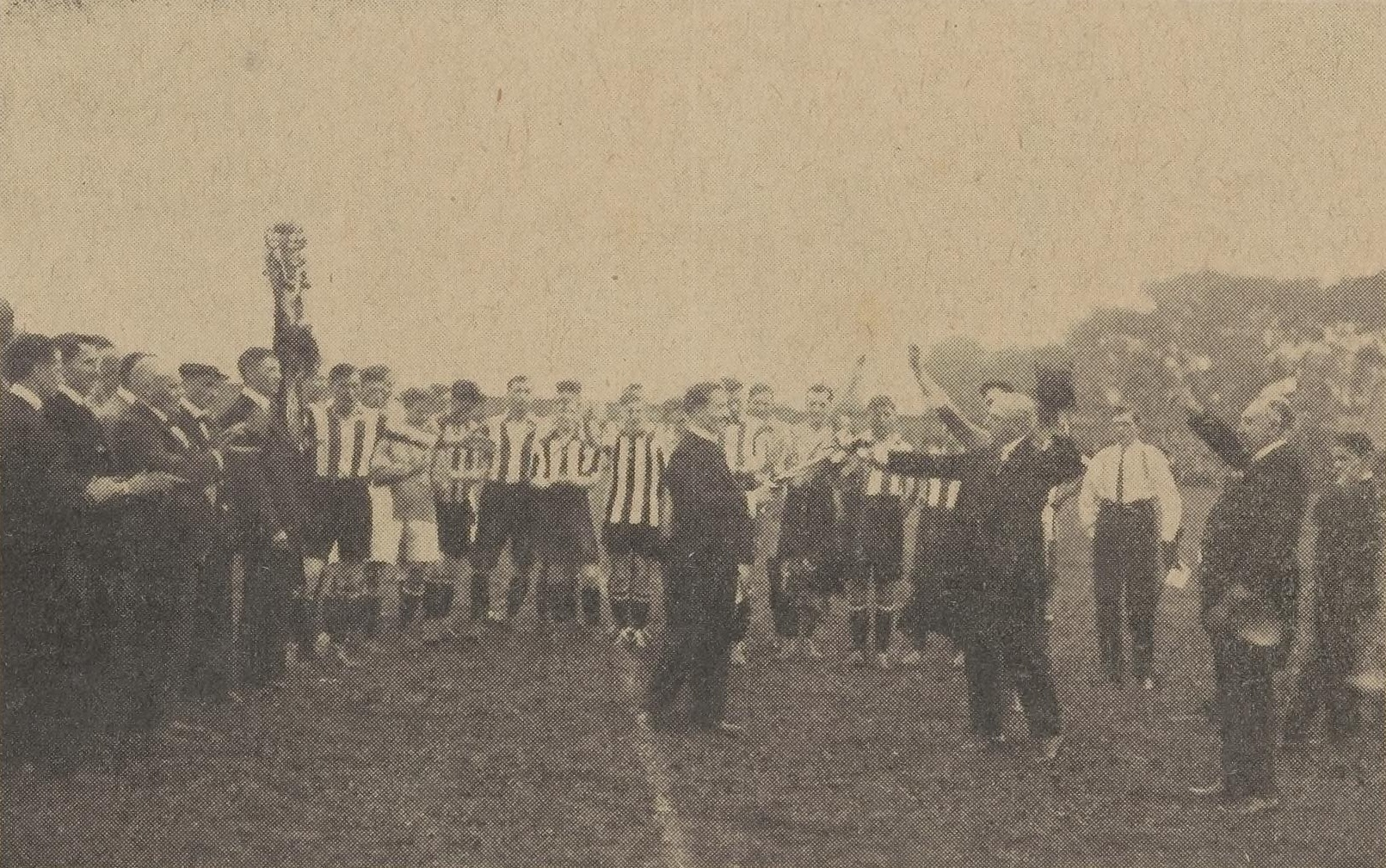
Burgemeester G.J. Bisschop en de voorzitter van Hollandia bij de opening van het Julianapark, 30 juli 1922

De vereniging werd opgericht op 1 september 1898. De thuiswedstrijden worden op Sportpark Julianapark gespeeld.

## Standaardelftallen

### Zaterdag
Het standaardelftal in het zaterdagvoetbal speelde laatstelijk in het seizoen 2021/22, waar het uitkwam in de Vierde klasse van het KNVB-district West-I, het team werd kort na aanvang van de competitie teruggetrokken.

#### Competitieresultaten 1975–2018
| 2 4B |

| 7 4B |

| 9 4A |

| 12 4A |

|  |

|  |

|  |

|  |

|  |

|  |

|  |

|  |

|  |

|  |

|  |

| 2 4A |

| 5 4A |

| 2 4A |

| 1 4A |

| 7 3A |

| 5 3A |

| 7 3A |

| 12 2A |

| 4 3A |

| 3 3A |

| 1 3A |

| 5 2A |

| 12 2A |

| 10 3A |

| 5 4A |

| 2 4A |

| 9 3A |

| 12 3A |

| 2 4A |

| 7 4A |

| 10 4A |

| 1 4A |

|  |

| 2 5A |

| 9 4B |

| 8 4A |

| 12 4A |

| 7 4A |

| 5 4A |

| Tweede klasse | Derde klasse | Vierde klasse | Vijfde klasse |

### Zondag
Het standaardelftal speelt in het seizoen 2021/22 in de landelijke Hoofdklasse zondag (HA).
Dit team speelde 32 seizoenen op het hoogste amateurniveau. In de periode 1960-1974 was dit in de Eerste klasse en betrof het elf seizoenen.Twee keer, drie seizoenen betreffend, kwam het in deze periode een stapje lager uit in de Tweede klasse. Bij de invoering van de Hoofdklasse kwalificeerde het team zich niet voor deze klasse en bleef het in 1974/75 eersteklasser, maar nu op het tweede amateurniveau. Van 1990-2010 speelde het, op twee seizoenen in de Eerste klasse na, achttien seizoenen in de Hoofdklasse. Hierna volgden nog drie seizoenen in de Topklasse (2010/11-2012/13).
In de zondag Hoofdklasse A werd drie keer het klassekampioenschap behaald; in 2000, 2002 en 2008. In laatst genoemd jaar werd het ook de algemeen zondagkampioen, na wedstrijden tegen Achilles '29 en SV Deurne. De strijd om het algemeen amateurkampioenschap tegen zaterdagkampioen FC Lisse werd verloren. Hollandia won de uitwedstrijd in Lisse met 3-2. Hollandia leed echter dusdanig veel schade (blessures en schorsingen) dat deze de thuiswedstrijd met 1-3 verloor.
In het seizoen 2009/10 behaalde Hollandia na een zeer sterke opening van het seizoen uiteindelijk pas op de laatste speeldag de play-offs voor een plaats in de nieuw te vormen Topklasse. In de play-offs werd na een 1-1 gelijkspel thuis, in Emmen tegen WKE met 1-0 gewonnen waardoor de Topklasse was bereikt.
In het seizoen 2019/2020 stond Hollandia na 20 speelronden bovenaan; de competitie werd door de COVID-19-lockdown stilgelegd en er volgde promotie. In het seizoen 2020/2021 kwam Hollandia weer uit in de derde divisie, waar het na 5 speelronden op een 8ste plaats stond en de competitie opnieuw door de COVID-19-lockdown werd stilgelegd.
KNVB Beker
Hollandia haalde in 1920 en 1921 de halve finale van de KNVB Beker. In het seizoen 2008/09 deed Hollandia met zowel het eerste als het tweede elftal mee aan het toernooi om de KNVB-Beker. Dit was mogelijk, omdat Hollandia-2 zich had geplaatst als halvefinalist in het districtsbekertoernooi en het eerste team zich ook al geplaatst had als periodekampioen in de Hoofdklasse. Het eerste team bereikte de 2e ronde, waarin het van FC Groningen verloor. Het tweede team werd in de 1e ronde uitgeschakeld door het tweede elftal van Quick Boys, dat tweede elftal had zich op dezelfde manier geplaatst als dat van Hollandia.

#### Erelijst
winnaar KNVB beker voor amateurs: 1998
winnaar Districtsbeker: 1998, 2000

#### Competitieresultaten 1908–heden
| 5 1A |

| 1 1A |

| 4 3C |

| 7 3D |

| 6 3D |

| 6 3E |

| 3 3E |

| 5 |

| 5 3F |

| 3 3F |

| 3 3E |

| 1 3G |

| 5 2B |

| 4 2A |

| 5 2A |

| 5 2A |

| 4 2A |

| 2 2A |

| 2 2A |

| 6 2A |

| 9 2A |

| 9 2A |

| 5 2A |

| 10 2A |

| 3 3A |

| 1 3A |

| 5 3A |

| 2 3A |

| 5 3A |

| 5 3A |

| 8 3A |

| 8 3A |

| 6 |

| 5 3A |

| 1 3A |

| 4 3D |

| 2 3D |

|  |

| 10 3B |

| 7 3D |

| 5 3A |

| 5 3B |

| 7 3C |

| 4 3A |

| 1 3C |

| 4 2A |

| 6 2A |

| 8 2B |

| 1 2A |

| 2 2A |

| 2 2A |

| 6 2A |

| 1 2A |

| 4 1A |

| 4 1A |

| 6 1A |

| 5 1A |

| 11 2B |

| 1 2A |

| 4 1A |

| 11 1A |

| 1 2A |

| 7 1A |

| 10 1A |

| 7 1A |

| 10 1A |

| 10 1A |

| 7 1A |

| 11 1A |

| 12 2A |

| 11 3A |

| 10 4A |

| 2 4B |

| 1 4B |

| 2 3A |

| 1 3A |

| 8 2A |

| 1 2A |

| 6 1A |

| 7 1A |

| 2 1A |

| 5 1A |

| 7 1A |

| 4 A |

| 7 A |

| 7 A |

| 3 A |

| 3 A |

| 5 A |

| 3 A |

| 1 A |

| 5 A |

| 1 A |

| 7 A |

| 1 A |

| 12 A |

| 12 A |

| 5 1A |

| 1 1A |

| 9 A |

| 1 A |

| 7 A |

| 6 A |

| 12 |

| 8 |

| 14 |

| 10 A |

| 10 A |

| 8 C |

| 4 A |

| 6 A |

| 8 A |

| 1* A |

| -- |

| 17 |

| 9 A |

| 7 A |

| Topklasse/3e Divisie | Hoofdklasse/4e Divisie | Eerste klasse | Tweede klasse | Derde klasse | Vierde klasse | Noodcompetitie |

## Hollandia in de KNVB Beker
Dit schema laat de resultaten zien van Hollandia tegen profclubs in de KNVB Beker.
| Seizoen | Ronde    | Wedstrijd                   | Uitslag |
| ------- | -------- | --------------------------- | ------- |
| 1994/95 | Groep 11 | Hollandia - AZ Alkmaar      | 0-3     |
| 1994/95 | Groep 11 | Hollandia - FC Volendam     | 1-4     |
| 1995/96 | Groep 11 | Hollandia - Vitesse         | 0-1     |
| 1995/96 | Groep 11 | Dordrecht '90 - Hollandia   | 3-1     |
| 1997/98 | Groep 13 | Hollandia - AZ Alkmaar      | 1-4     |
| 1997/98 | Groep 13 | FC Zwolle - Hollandia       | 5-2     |
| 1997/98 | Groep 13 | Hollandia - HFC Haarlem     | 4-1     |
| 1998/99 | Groep 12 | Hollandia - FC Volendam     | 0-0     |
| 1998/99 | Groep 12 | SC Cambuur - Hollandia      | 3-2     |
| 1999/00 | Groep 9  | Hollandia - Telstar         | 0-2     |
| 1999/00 | Groep 9  | Hollandia - FC Volendam     | 1-4     |
| 2000/01 | Groep 12 | Hollandia - FC Zwolle       | 0-0     |
| 2002/03 | Groep 12 | Hollandia - AZ Alkmaar      | 0-4     |
| 2004/05 | 1e ronde | HFC Haarlem - Hollandia     | 4-0     |
| 2008/09 | 2e ronde | Hollandia - FC Groningen    | 2-3     |
| 2010/11 | 3e ronde | Hollandia - FC Volendam     | 1-2     |
| 2012/13 | 2e ronde | Hollandia - Fortuna Sittard | 1-0     |
| 2012/13 | 3e ronde | sc Heerenveen - Hollandia   | 1-0     |

## Bekende (oud-)spelers
- Roland Alberg
- Piet Beets
- Tayfun Candan
- Mirano Carrilho
- Cas Dijkstra
- Lorenzo Ebecilio
- Jeffrey Esser
- Erik Heijblok
- Ruud Heus
- Erik Homan
- Silvan Inia
- Pepijn Kluin
- Mart Lieder
- Donyell Malen
- Jan de Visser
- Ruud Vormer
- Maikel van der Werff
- Hans van der Woude
- Willie Overtoom
- Aras Özbiliz

HSV Sport 1889 · SV Always Forward · VV De Blokkers · HVV Hollandia · SV Westfriezen · Zwaluwen '30